# Церква святої Катерини (Виру)

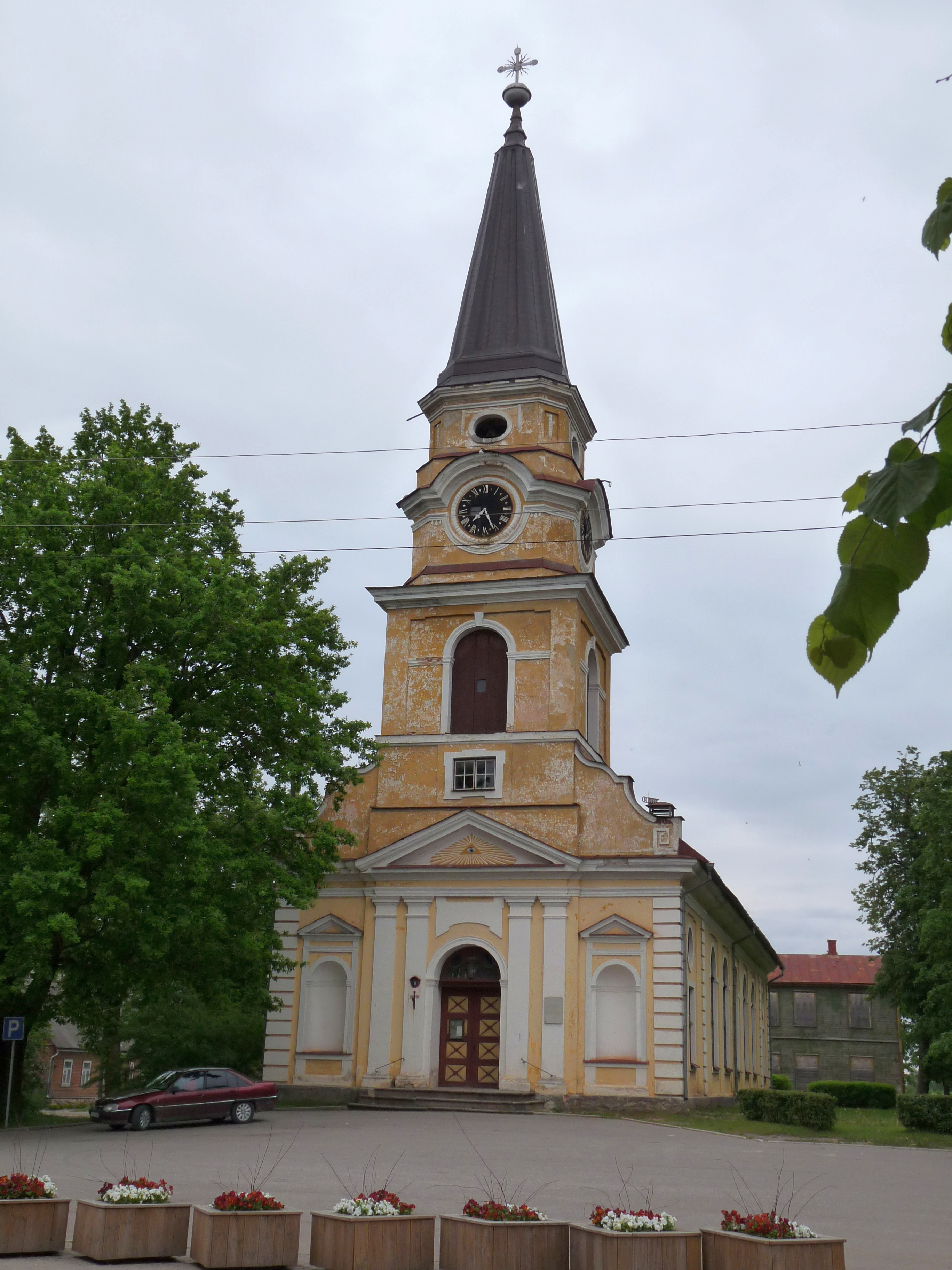
Церква святої Катерини у Виру

Церква святої Катерини (ест. Võru Katariina kirik) ― міська церква Виру. Місто розташоване на межі парафій Риуге та Пилва, а церкву використовує Вируська парафія святої Катерини Естонської євангелічно-лютеранської церкви.

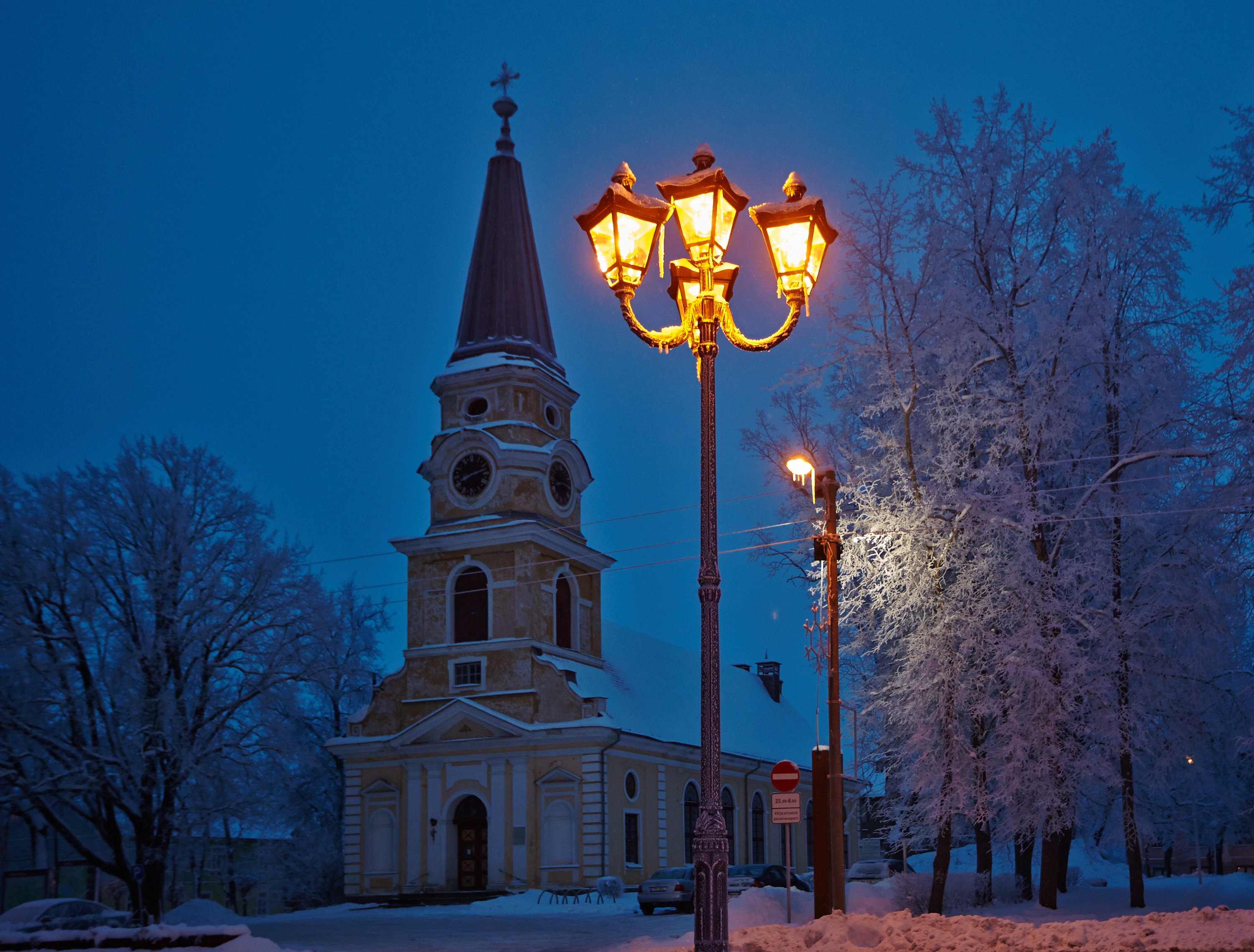
Церква святої Катерини ввечері

Церква, збудована у стилі раннього класицизму з елементами бароко, розташована за адресою вулиця Юрі, 9.

## Історія
Для спорудження лютеранської церкви у тодішньому повітовому місті Виру Катерина ІІ пожертвувапа 28 тисяч срібних рублів. Церква була споруджена у 1788–1793 рр. як архітектурна домінанта біля ринкової площі. Ймовірно, її архітектором був Кристоф Хаберланд з Риги.
Церква була освячена 24 липня 1793 року та отримала свою назву на честь великомучениці Катерини Александрійської.
У 1997 році церкву було визнано об'єктом культурної спадщини Естонії.
Біля церкви на місці колишньої ринкової площі після Другої світової війни був облаштований сквер; наразі це площа Семінарі.

## Архітектура

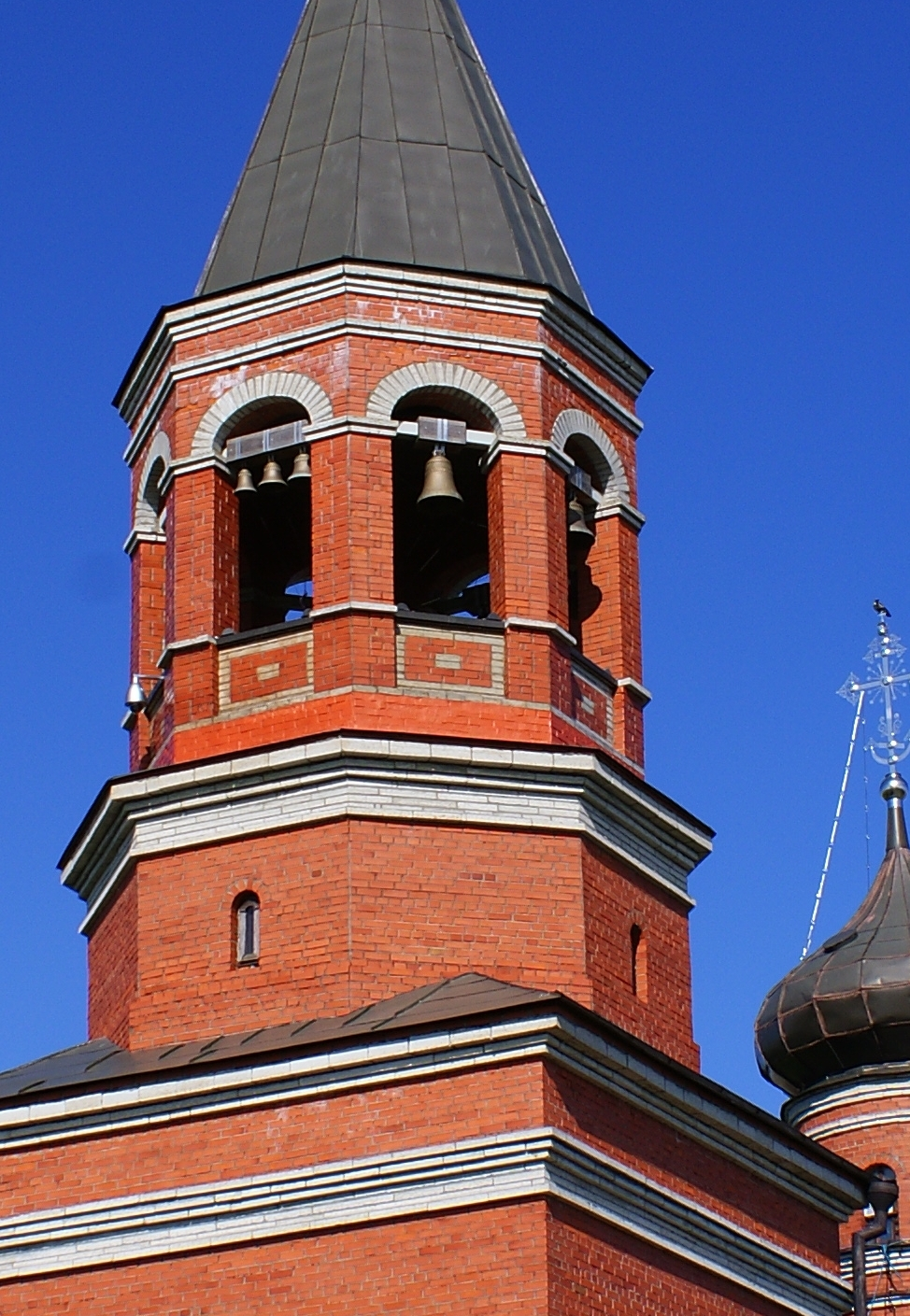
Дзвін із вежі церкви святої Катерини зараз знаходиться у церкві Архистратига Михаїла у місті Маарду

Церква має один неф та масивну західну вежу, яка членується за принципами бароко та поступово звужується, а також має шатровий купол пірамідальної форми. На західному фасаді, що виходить на центральну площу міста, головний вхід до церкви прикрашають парні пілястри та трикутний фронтон. Бічні фасади мають великі аркові вікна.
Після капітального ремонту у 1879 році на вежі був встановлений новий купол; також на ній був встановлений годинник із чотирма циферблатами.  
Багато оригінальних декоративних елементів були втрачені: наприклад, вази на західному фасаді та у кутках верхньої частини вежі, скульптури на карнизах по боках порталу та бароковий парапет. 
Вівтарна картина у церкві зображує Ісуса на хресті та перебуває під охороною як пам'ятка мистецтва. 
У 1910 році брати Крійса виготовили для церкви орган із двома мануалами та 30 регістрами.